# Ликаонска равнина
Ликаонска равнина или плато Кония е южната, най-сухата и пустинна част на Анадолското плато, простираща се в Централна Турция.
Дължината ѝ от север на юг е около 260 km, ширина – до 200 km. Средна надморска височина 900 – 1000 m, а периферните части – над 2000 m. От югоизток, юг и югозапад е обградена от хребетите (Мелендиз  3253 m, Болкар 3585 m, Егрибурун 2319 m и др.) на планината Тавър, а на север – от южните хребети на Западнопонтийските планини. Състои се от отделни по-издигнати плата (Хаймана 1724 m, Джиханбейли 1308 m, Обрук 1731 m и др.) и няколко падини между тях, заети от солончаци и солени езера (Туз, Терсизхан, Аджитуз, Акшехир, Батаклък, Акгьол и др.). Изградена е предимно от гипсоносни езерни наслаги. Заета е от сухи степи и полупустини, развити върху сиви и кафяви почви, с участъци от бодливи храсти. Най-големите населени места са Кония, Аксарай, Ерегли, Караман, Карапънар.